# 841
Раннє Середньовіччя •  Епоха вікінгів •  Золота доба ісламу •  Реконкіста

## Геополітична ситуація
У Східній Римській імперії триває правління Феофіла. У Каролінзькій імперії триває правління Лотара I та його боротьби з братами. Північ Італії належить Каролінзькій імперії, Рим і Равенна під управлінням Папи Римського, герцогства на південь від Римської області незалежні, деякі області на півночі та на півдні належать Візантії. Піренейський півострів, окрім Королівства Астурія та Іспанської марки, займає Кордовський емірат. Вессекс підпорядкував собі більшу частину Англії, почалося вторгнення данів. Існують слов'янські держави: Перше Болгарське царство, Велика Моравія, Блатенське князівство.
Аббасидський халіфат очолює аль-Мутасім. У Китаї править династія Тан. Велика частина Індії під контролем імперії Пала, почалося піднесення Пратіхари. В Японії триває період Хей'ан. Хозарський каганат підпорядкував собі кочові народи на великій степовій території між Азовським морем та Аралом. Територію на північ від Китаю захопили єнісейські киргизи.
На території лісостепової України в IX столітті літописці згадують слов'янські племена білих хорватів, бужан, волинян, деревлян, дулібів, полян, сіверян, тиверців, уличів. У Північному Причорномор'ї співіснують різні кочові племена, зокрема булгари, хозари, алани, тюрки, угри, кримські готи. Херсонес Таврійський належить Візантії.

## Події
- Франкський імператор Лотар I об'єднався з небожем Піпіном II проти братів Людовика II Німецького та Карла.
- Людовик Німецький та Карл II завдали поразки імператору Лотару в битві при Фонтене.
- Візантійська імператриця Феодора почала переслідування павликан.
- Венеція спробувала відбити в арабів Таранто, пославши туди 60 кораблів, але не мала успіху. Араби відповіли нападом на Анкону й узбережжя Далмації. Венеційці вирішили, що їм потрібен власний військовий флот.
- Вікінги почали здійснювати часті походи в долину Сени й захопили Руан.
- Данські вікінги захопили острів Валхерен у гирлі Шельди і утвердилися в околицях Дорестада.
- Дани вчинили напад на Ліндсі, Східну Англію та Кент.
- В Ірландії вікінги заснували місто Лімерик.
- У Саксонії спалахнуло селянське повстання[1].
- На Пелопоннесі спалахнуло повстання слов'ян[2].

## Виноски
1. ↑  Chris Wickham Framing the early Middle Ages: Europe and the Mediterranean 400—800. Oxford University Press, 2005 (ISBN 978-0-19-926449-0)
2. ↑  Alfred Rambaud L'Empire grec au dixième siècle. Constantin Porphyrogénète. Adamant Media Corporation (ISBN 978-1-4212-3155-6)